# Composto organometálico

Exemplo de um complexo organometálico. O rutênio é o metal de transição central rodeado pelos diferentes ligantes

Compostos ou complexos organometálicos são compostos que contêm pelo menos uma ligação carbono-metal (C-M) sendo que, nesse contexto, o sufixo "metal" inclui os metaloides como boro, silício, e arsênio. A química organometálica pode ser vista como uma ponte entre a química orgânica e a inorgânica.
A importância dos compostos organometálicos está relacionada com a catálise homogênea, desde a simples catálise ácido-base até a extremamente complexa catálise metalo-enzimática.
Os complexos organometálicos são constituídos por átomos ou íons metálicos ligados a átomos ou grupos chamados ligantes. Os ligantes são dispostos ao redor de um ou mais metais formando um poliedro centrado no metal.

## História

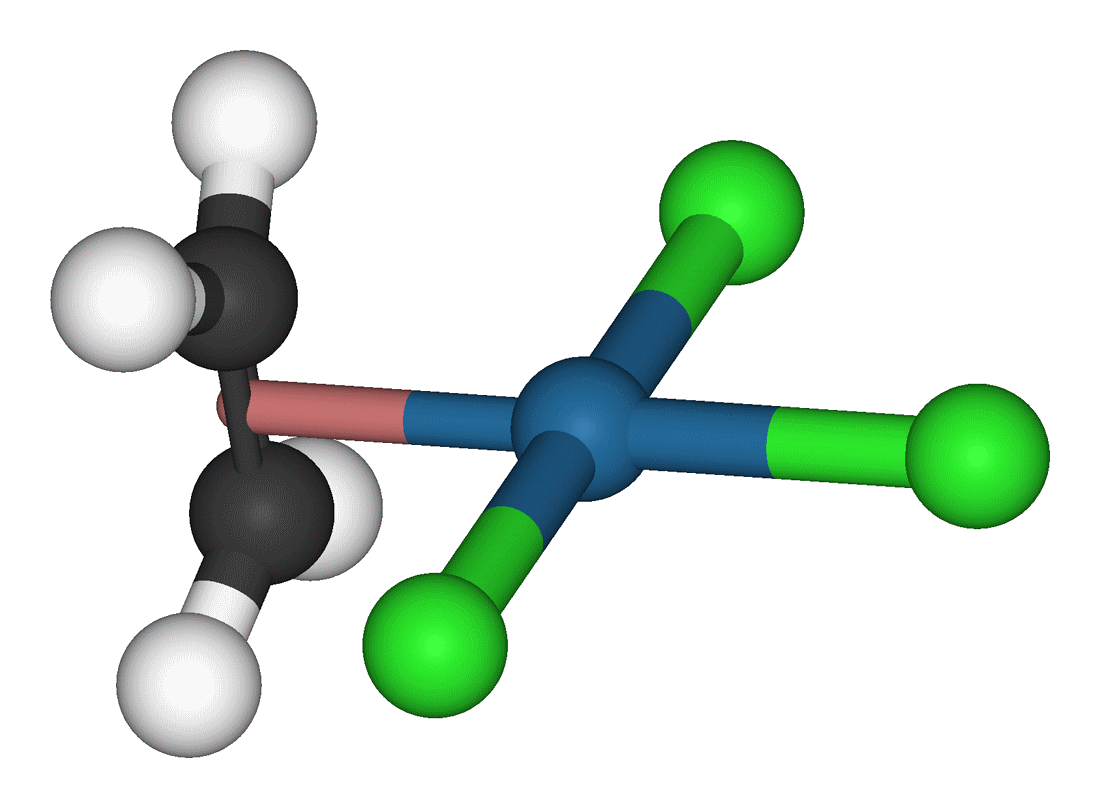
Ânion do sal de Zeise.

O primeiro composto organometálico a ser sintetizado foi o sal de Zeise (K[PtCl3(η2-C2H4)].H2O), descoberto por W. C. Zeise em 1827 enquanto ele aquecia PtCl4 em etanol e propunha que o composto resultante conteria etileno. O sal de Zeise recebeu bastante atenção durante a segunda metade do século XIX porque os químicos não conseguiam explicar sua estrutura molecular. Ela só pôde ser desvendada com o advento da difração de raios X no século XX.
| Ano  | Autor(es)                 | Descoberta |
| ---- | ------------------------- | --- |
| 1827 | W. C. Zeise               | Sal de Zeise |
| 1848 | E. C. Frankland           | ZnEt2 |
| 1853 | C. J. Löwig               | Primeiro alquil-chumbo |
| 1890 | L. Mond                   | Ni(CO)4 |
| 1891 | Berthelot, Mond e Quinche | Fe(CO)5 |
| 1900 | V. Grignard               | Reagente de Grignard |
| 1909 | Pope e Peachey            | Síntese de [Pt(CH3)3I] |
| 1925 | F. Fischer e H. Tropsch   | Síntese de gasolina e de óleo Diesel (comercializada em 1936)                                                             |
| 1930 | F. Paneth e W. Lautsch    | Preparação de alquil-derivados de As, Sb, Zn e Cd via termólise de alquil-chumbo na presença de espelhos daqueles metais. |

Um dos pioneiros da química de organometálicos do grupo principal (bloco s e bloco p) foi o químico inglês E. C. Frankland, que aprendeu sobre compostos organoarsênicos durante seu doutorado na Alemanha. Em 1848 ele sintetizou pela primeira vez o dimetilzinco e nos próximos quatorze anos descobriu Zn(C2H5)2, Hg(CH3), Sn(C2H5) e B(CH3)3. Foi ele também quem introduziu o termo "organometálico" no vocabulário da química.
Outros desenvolvimentos levaram a várias aplicações industriais para os compostos organometálicos, como catálise de polimerização de alcenos e polímeros de silicone. Desde os anos 60, a pesquisa exploratória em compostos organometálicos tem sido dominada por estudos dos compostos do bloco d, mas recentemente foi retomado o interesse na síntese exploratória e estudos físicos dos compostos organometálicos do grupo principal tornando possível o surgimento de novas classes de compostos e o aumento do conhecimento da variedade e do tipo de ligação e reações dos elementos do bloco s e bloco p.

## Organometálicos do grupo principal
Os compostos organometálicos do grupo principal possuem como átomos centrais metais do grupo principal (bloco s e bloco p). Juntamente com os compostos organometálicos dos elementos do grupo principal, são estudados os compostos derivados dos metais do grupo do zinco, devido à grande similaridade entre eles.
A química dos derivados de alquila dos elementos do grupo principal é muito semelhente àquela dos compostos de hidrogênio devido, em parte, à semelhança entre as eletronegatividades do carbono e do hidrogênio, o que resulta em forças de ligação e polaridade entre as ligações elemento-carbono e elemento-hidrogênio parecidas.

Classificação dos compostos de metila dos metais e metalóides do grupo principal.

Os compostos desse grupo podem conter ligações iônicas, covalentes e podem ser encontrados na forma polimérica dependendo principalmente da natureza do íon metálico. A figura ao lado mostra a classificação dos compostos de metila dos metais e metalóides do grupo principal.
Os organometálicos com ligações intermediárias a iônica e a covalente são muito importantes na indústria, já que eles são relativamente estáveis em solução e ao mesmo tempo são relativamente iônicos para participarem de reações.

## Organometálicos do bloco d
Os organometálicos do bloco d têm como átomos centrais metais de transição (bloco d).
Alguns metais de transição possuem orbitais d semi-preenchidos, o que permite ao metal existir em diversos estados de oxidação e assim eles são capazes de se ligar a um número variável de ligantes. Essa flexibilidade é muito útil durante as reações envolvidas numa catálise.

### Regra dos 18 elétrons
Essa regra é útil para decidir se um certo complexo organometálico do bloco d é estável ou não. Para um complexo mononuclear, existe um máximo de ligantes permitido, que é determinado através da Regra dos 18 elétrons.
Para um complexo de fórmula geral: [MXaLb]c+
Onde:

X = ligantes monovalentes (do tipo haleto, hidreto, alquil, etc)

L = ligantes neutros (do tipo CO, C2H4)
Onde:

N = grupo ao qual o metal pertence
O número máximo de elétrons é 18. Quando o número de elétrons é inferior a 18, diz-se que o complexo é coordenativamente (ou eletronicamente) insaturado. 
Complexos coordenativamente insaturados, contendo 14 ou 16 elétrons, são os mais importantes em catálise.

## Referência
- D. F. Shriver, P. W. Atkins and C. H. Langford, "Inorganic Chemistry", 2nd ed., p. 412-452.